# Panamah
Panamah er en dansk electronica-gruppe fra København bestående af dj og producer Anders Christensen, guitaristen Peter Lützen og sangerinden Amalie Stender. Gruppen er kendt for hitsangene "DJ Blues" (2012) og "Børn af natten" (2013).
Gruppen laver elektronisk musik og minimalistisk popmusik på dansk. I 2010 udsendte de debutsinglen "Ikke for sent", som i et remix af Boom Clap Bachelors blev P3s ugens uundgåelige i april 2010.
Panamah henter deres musikalsk inspiration fra nyere elektroniske bands som Junior Boys, Booka Shade, Bat For Lashes og mere klassisk orienterede popnavne som Everything but the Girl, Kate Bush og Simon & Garfunkel.[kilde mangler]
Da "Ikke for sent" blev indspillet i begyndelsen af 2009, var det oprindelig ikke trioens hensigt at starte et nyt band. Men gruppen kom imidlertid på andre tanker, og singlen blev fulgt op af et debutalbummet Ud af stilhed i efteråret 2010. Albummet modtog fire ud af seks stjerner i musikmagasinet GAFFA. Herfra blev nummeret "DJ Blues" et stort hit, der opnåede platin-certificering for både download og streaming.
I 2013 udsendte gruppen "Børn af natten" der ligeledes blev et stort download- og streaming-hit. Sangen var ligeledes det mest spillede nummer på P3 og P4 i 2013. De udsendte deres andet album En varm nats kølige luft oktober dette år. Det modtog tre ud af seks stjerner i GAFFA.

## Diskografi

### Album
| Titel                    | Album detaljer                                                                       | Højeste placering |
| Titel                    | Album detaljer                                                                       | Danmark           |
| ------------------------ | ------------------------------------------------------------------------------------ | ----------------- |
| Ud af stilhed            | - Udgivet: 26. september 2011 - Selskab: EasyTiger, Universal - Format: CD, download | 17                |
| En varm nats kølige luft | - Udgivet: 14. oktober 2013 - Selskab: EasyTiger, Universal - Format: CD, download   | 4                 |

### EP'er
| Titel      | Album detaljer                                                   | Højeste placering |
| Titel      | Album detaljer                                                   | Danmark           |
| ---------- | ---------------------------------------------------------------- | ----------------- |
| Lidt endnu | - Udgivet: 4. marts 2016 - Selskab: disco:wax - Format: Download | —                 |

### Singler
| År                                                               | Titel                | Højeste placering | Højeste placering | Certificering                               | Album                    |
| År                                                               | Titel                | Download          | Streaming         | Certificering                               | Album                    |
| ---------------------------------------------------------------- | -------------------- | ----------------- | ----------------- | ------------------------------------------- | ------------------------ |
| 2010                                                             | "Ikke for sent"      | 10                | —                 |                                             | Ud af stilhed            |
| 2010                                                             | "Et sted at stå"     | —                 | —                 |                                             | Ud af stilhed            |
| 2011                                                             | "Blikket opad"       | —                 | —                 |                                             | Ud af stilhed            |
| 2011                                                             | "Ved siden af        | —                 | —                 |                                             | Ud af stilhed            |
| 2012                                                             | "DJ Blues"           | 3                 | —                 | - Platin (download) - Platin (streaming)    | En varm nats kølige luft |
| 2013                                                             | "Børn af natten"     | 1                 | 3                 | - Platin (download) - 2× Platin (streaming) | En varm nats kølige luft |
| 2013                                                             | "Små stød"           | 15                | —                 | - Guld (streaming)                          | En varm nats kølige luft |
| 2014                                                             | "Frit fald"          | —                 | —                 |                                             | En varm nats kølige luft |
| 2015                                                             | "Lever vildt"        | —                 | —                 |                                             | Lidt endnu               |
| 2016                                                             | "Tag hvad du kan få" | —                 | —                 |                                             | Lidt endnu               |
| 2016                                                             | "Lidt Endnu"         | —                 | —                 |                                             | Lidt endnu               |
| 2019                                                             | "Fantaster"          | —                 | —                 |                                             |                          |
| 2019                                                             | "Døgnflue"           | —                 | —                 |                                             |                          |
| 2020                                                             | "Langt Ned"          | —                 | —                 |                                             |                          |
| "—" markerer en udgivelse der ikke opnåede en hitlisteplacering. |                      |                   |                   |                                             |                          |